# Várfalvi Nagy János
(Várfalvi) Nagy János (Várfalva, 1847. május 30. – Kolozsvár, 1882. szeptember 22.) képviselő, jogász, újságíró, egyházi tanácsos.

## Életpályája
A középiskolát Tordán és Kolozsváron végezte el. A kolozsvári egyetemen szerzett oklevelet. Az 1870-es években okleveles tanárként visszatért Kolozsvárra; az egyetemen tanácsjegyző lett. 1870–1880 között a kolozsvári Magyar Polgár című lap szerkesztője volt Keresztesi Papp Miklós halála után.
Öngyilkos lett; főbe lőtte magát.
Történelmi tanulmányokat írt.

## Művei
- A székelyek scytha-hun eredetűsége s az ellenvélemények (Kolozsvár, 1879)